# Chantemerle-sur-la-Soie
Chantemerle-sur-la-Soie település Franciaországban, Charente-Maritime megyében. Lakosainak száma 214 fő (2022. január 1.). Chantemerle-sur-la-Soie Landes, Saint-Loup, Tonnay-Boutonne és Torxé községekkel határos.

## Népesség
A település népességének változása:
| Lakosok száma | 111  | 108  | 100  | 110  | 163  | 174  | 185  | 205  | 207  | 214  |
|               | 1968 | 1982 | 1990 | 2006 | 2013 | 2015 | 2017 | 2019 | 2020 | 2022 |